# Донецькгірмаш
«Донецькгірмаш» (до 1995 — Донецький завод гірничого машинобудування імені Ленінського комсомолу України) — відкрите акціонерне товариство, підприємство важкого і транспортного машинобудування.
Заснований 1889 року інженерами-підприємцями Е. А. Боссе і Р. Г. Генефельдом як машинобудівний і чавуноливарний завод на правому березі Балки Дурної із виготовлення шахтного устаткування. В подальшому розвивався, як машинобудівне підприємство з виготовлення гірничошахтних машин і обладнання різноманітного призначення. Сьогодні ВАТ «Донецькгірмаш» — сучасне високорозвинуте підприємство машинобудівного комплексу України. Продукція товариства відома 34 країнами світу. Обладнання виготовлене підприємством працює на гідроспорудах Асуанської греблі в Єгипті, на Нурекській ГЕС у Таджикистані, на металургійних підприємствах Китаю, Індії, шахтах і гірничих розрізах Польщі, Румунії, Югославії, Росії та інших країн.
Підприємство займає земельну ділянку площею в 70 гектарів і має в своєму складі:
- спеціальне конструкторське бюро з конструкторським, металургійним, механо-технологічним, електрозварювальним відділами;
- ливарне виробництво із сталеливарним, чавуноливарним і модельним цехами;
- ковальсько-пресове виробництво з ковальсько-пресовим і термообробним цехами;
- потужне виробництво повного виготовлення металевих конструкцій;
- металообробне і складальне виробництво з декількома цехами;
- інструментальне виробництво;
- виробництво пластмасових деталей і гальванопокриття.

На початку XXI ст. товариство виготовляє і реалізує гірничодобувні землерийні комплекси і машини безперервної дії для відкритих гірничих робіт продуктивністю до 3600 м3 за годину, роторні вантажно-транспортні комплекси і машини складування і навантаження корисних копалин, будівельних матеріалів, ґрунтів і ін. сипучих вантажів, шахтні підйомні барабанні і багатоканатні машини вантажопідйомністю 2,5-65 т і глибиною підйому до 1600 метрів, лебідки для проходження і стаціонарного обслуговування шахтних стволів, шахт і рудників потужністю 16-45 т/с, а також комплекси причіпного обладнання до них з пристроями гальмування і безпеки (скіпи, кліті, гальмувальні парашути, підвісні пристрої), пересувні підйомні машини і лебідки для проходження стволів і гірничих виробок шахт і рудників вантажопідйомністю 6,3-17 т і глибиною підйому 1150 м, стаціонарні і пересувні вентиляційні установки і вентилятори головного і місцевого провітрювання шахт і рудників, застійних зон кар'єрів і розрізів, цехів і споруд металургійного, хімічного і ін. екологічно-небезпечних виробництв, валовідливне обладнання для гірничої, вугільної та ін. галузей промисловості і сільського господарства, включаючи відцентрові насоси і вугленасоси, насоси для очистки і розробки шламових відстійників і відвалів, вантажно-транспортні машини на автомобільному ходу з дизельним приводом вантажопідйомністю до 16 т і висотою підйому до 2,15 метрів для роботи в підземних умовах і на поверхні, шахтні підземні стрічкові конвеєрні установки зї стрічкою завмирмки 800, 1000, 1200 мм стаціонарного, пересувного і телескопічного виготовлення, скреперні вантажно-закладальні комплекси для закладки відпрацьованих порожнин, пересування і складування сипучих матеріалів в підземних умовах і на поверхні; шахтні і поверхневі маневрові лебідки; збагачувальне устаткування та обладнання (грохоти, центрифуги, повітродувки), вентилятори і димососи, редуктори, різноманітне нестандартизоване устаткування і механізми для гірничої, будівельної, металургійної, енергетичної, шлаково-транспортної галузей промисловості і сільського господарства.
Адреса: 83005 Україна, Донецьк, вул. І. Ткаченко, 189.